# Casper Ruud
Casper Ruud (sinh ngày 22 tháng 12 năm 1998) là một vận động viên quần vợt chuyên nghiệp người Na Uy. Ruud có thứ hạng đánh đơn cao nhất trong sự nghiệp là số 2 thế giới, đạt được vào ngày 12 tháng 9 năm 2022, giúp anh trở thành người Na Uy có thứ hạng cao nhất trong lịch sử. Anh đã giành được 11 danh hiệu đơn ATP Tour, mười trong số đó là trên sân đất nện và về nhì tại ba giải Grand Slam (tại Pháp mở rộng 2022, Mỹ mở rộng 2022 và Pháp mở rộng 2023) và vào đến chung kết giải ATP Finals 2022.

## Cuộc sống cá nhân
Casper Ruud là con trai của cựu vận động viên quần vợt chuyên nghiệp Christian Ruud. Casper luôn xem Rafael Nadal như một thần tượng quần vợt từ khi còn nhỏ.

## Các trận chung kết quan trọng

### Chung kết Grand Slam

#### Đơn: 3 (3 á quân)
| Kết quả | Year | Giải đấu    | Surface | Đối thủ        | Tỷ số                   |
| ------- | ---- | ----------- | ------- | -------------- | ----------------------- |
| Thua    | 2022 | French Open | Đất nện | Rafael Nadal   | 3–6, 3–6, 0–6           |
| Thua    | 2022 | US Open     | Cứng    | Carlos Alcaraz | 4–6, 6–2, 6–7(1–7), 3–6 |
| Thua    | 2023 | French Open | Đất nện | Novak Djokovic | 6–7(1–7), 3–6, 5–7      |

### Chung kết ATP Finals

#### Đơn: 1 (1 á quân)
| Kết quả | Năm  | Giải đấu          | Surface  | Đối thủ        | Tỷ số    |
| ------- | ---- | ----------------- | -------- | -------------- | -------- |
| Thua    | 2022 | ATP Finals, Turin | Cứng (i) | Novak Djokovic | 5–7, 3–6 |

### Chung kết Masters 1000

#### Đơn: 2 (2 á quân)
| Kết quả | Năm  | Giải đấu            | Mặt sân | Đối thủ            | Tỷ số    |
| ------- | ---- | ------------------- | ------- | ------------------ | -------- |
| Thua    | 2022 | Miami Open          | Cứng    | Carlos Alcaraz     | 5–7, 4–6 |
| Thua    | 2024 | Monte-Carlo Masters | Đất nện | Stefanos Tsitsipas | 1–6, 4–6 |

## Chung kết ATP

### Đơn: 22 (11 danh hiệu, 11 á quân)
| Chú thích                         |
| --------------------------------- |
| Grand Slam (0–3)                  |
| ATP World Tour Finals (0–1)       |
| ATP World Tour Masters 1000 (0–2) |
| ATP World Tour 500 Series (1–1)   |
| ATP World Tour 250 Series (11–4)  |

| Mặt sân        |
| -------------- |
| Cứng (1-5)     |
| Đất nện (11-6) |
| Cỏ (0–0)       |

| Kiểu sân           |
| ------------------ |
| Ngoài trời (12-10) |
| Trong nhà (0–1)    |

| Kết quả | Thắng - Thua | Ngày              | Giải đấu                                     | Cấp độ       | Mặt sân  | Đối thủ             | Tỷ số                   |
| ------- | ------------ | ----------------- | -------------------------------------------- | ------------ | -------- | ------------------- | ----------------------- |
| Thua    | 0–1          | Tháng 4 năm 2019  | U.S. Men's Clay Court Championships 2019, Mỹ | 250 Series   | Đất nện  | Christian Garin     | 6-7(4-7), 6-4, 3-6      |
| Thắng   | 1–1          | Tháng 2 năm 2020  | Argentina Open 2020, Argentina               | 250 Series   | Đất nện  | Pedro Sousa         | 6-1, 6-4                |
| Thua    | 1–2          | Tháng 3 năm 2020  | Chile Open 2020, Chile                       | 250 Series   | Đất nện  | Thiago Seyboth Wild | 5-7, 6-4, 3-6           |
| Thắng   | 2–2          | Tháng 5 năm 2021  | Geneva Open 2021, Thụy Sĩ                    | 250 Series   | Đất nện  | Denis Shapovalov    | 7-6(8-6), 6-4           |
| Thắng   | 3–2          | Tháng 7 năm 2021  | Swedish Open 2021, Thụy Điển                 | 250 Series   | Đất nện  | Federico Coria      | 6-3, 6-3                |
| Thắng   | 4–2          | Tháng 7 năm 2021  | Swiss Open Gstaad 2021, Thụy Sĩ              | 250 Series   | Đất nện  | Hugo Gaston         | 6-3, 6-2                |
| Thắng   | 5–2          | Tháng 7 năm 2021  | Austrian Open Kitzbuhel, Áo                  | 250 Series   | Đất nện  | Pedro Martinez      | 6-1, 4-6, 6-3           |
| Thắng   | 6–2          | Tháng 9 năm 2021  | San Diego Open 2021, Mỹ                      | 250 Series   | Cứng     | Cameron Norrie      | 6-0, 6-2                |
| Thắng   | 7–2          | Tháng 2 năm 2022  | Argentina Open, Argentina (2)                | 250 Series   | Đất nện  | Diego Schwartzman   | 5–7, 6–2, 6–3           |
| Thua    | 7–3          | Tháng 4 năm 2022  | Miami Open, Mỹ                               | Masters 1000 | Cứng     | Carlos Alcaraz      | 5–7, 4–6                |
| Thắng   | 8–3          | Tháng 5 năm 2022  | Geneva Open, Thụy Sĩ (2)                     | 250 Series   | Đất nện  | João Sousa          | 7–6(7–3), 4–6, 7–6(7–1) |
| Thua    | 8–4          | Tháng 6 năm 2022  | French Open, France                          | Grand Slam   | Đất nện  | Rafael Nadal        | 3–6, 3–6, 0–6           |
| Thắng   | 9–4          | Tháng 7 năm 2022  | Swiss Open, Switzerland (2)                  | 250 Series   | Đất nện  | Matteo Berrettini   | 4–6, 7–6(7–4), 6–2      |
| Thua    | 9–5          | Tháng 9 năm 2022  | US Open, Mỹ                                  | Grand Slam   | Cứng     | Carlos Alcaraz      | 4–6, 6–2, 6–7(1–7), 3–6 |
| Thua    | 9–6          | Tháng 11 năm 2022 | ATP Finals, Ý                                | Tour Finals  | Cứng (i) | Novak Djokovic      | 5–7, 3–6                |
| Thắng   | 10–6         | Tháng 4 năm 2023  | Estoril Open, Bồ Đào Nha                     | 250 Series   | Đất nện  | Miomir Kecmanović   | 6–2, 7–6(7–3)           |
| Thua    | 10–7         | Tháng 6 năm 2023  | French Open, Pháp                            | Grand Slam   | Đất nện  | Novak Djokovic      | 6–7(1–7), 3–6, 5–7      |
| Thua    | 10–8         | tháng 7 năm 2023  | Swedish Open, Thụy Điển                      | 250 Series   | Đất nện  | Andrey Rublev       | 6–7(3–7), 0–6           |
| Thua    | 10–9         | Th2 năm 2024      | Los Cabos Open, Mexico                       | 250 Series   | Cứng     | Jordan Thompson     | 3–6, 6–7(4–6)           |
| Thua    | 10–10        | Th3 năm 2024      | Mexican Open, Mexico                         | 500 Series   | Cứng     | Alex de Minaur      | 4–6, 4–6                |
| Thua    | 10–11        | Th4 năm 2024      | Monte-Carlo Masters, Pháp                    | Masters 1000 | Đất nện  | Stefanos Tsitsipas  | 1–6, 4–6                |
| Thắng   | 11–11        | Th4 năm 2024      | Barcelona Open, Tây Ban Nha                  | 500 Series   | Đất nện  | Stefanos Tsitsipas  | 7-5, 6-3                |
| Thắng   | 12–11        | tháng 5 năm 2024  | Geneva Open, Thụy Sĩ (3)                     | 250 Series   | Đất nện  | Tomáš Macháč        | 7–5, 6–3                |

## Chung kết Challengers và Futures

### Đơn (3–6)
| Chú thích             |
| --------------------- |
| ATP Challengers (1–2) |
| ITF Futures (2–4)     |

| Danh hiệu theo mặt sân |
| ---------------------- |
| Cứng (0–2)             |
| Cỏ (0–0)               |
| Đất nện (3–4)          |
| Thảm (0–0)             |

| Danh hiệu theo lắp đặt |
| ---------------------- |
| Ngoài trời (3–5)       |
| Trong nhà (0–1)        |

| Kết quả | Ngày                | Thể loại   | Giải đấu                    | Mặt sân | Đối thủ            | Tỷ số                   |
| ------- | ------------------- | ---------- | --------------------------- | ------- | ------------------ | ----------------------- |
| Vô địch | 14 tháng 2 năm 2016 | Futures    | Paguera, Tây Ban Nha        | Đất nện | Carlos Taberner    | 2–6, 7–6(13–11), 6–0    |
| Á quân  | 20 tháng 3 năm 2016 | Futures    | Bakersfield, Hoa Kỳ         | Cứng    | Michael Mmoh       | 4–6, 7–6(7–5), 1–6      |
| Á quân  | 14 tháng 5 năm 2016 | Futures    | Santa Margherita di Pula, Ý | Đất nện | Stefanos Tsitsipas | 3–6, 7–6(7–2), 6–7(2–7) |
| Á quân  | 24 tháng 7 năm 2016 | Futures    | Knokke, Bỉ                  | Đất nện | Daniel Altmaier    | 7–6(7–3), 1–6, 6–7(3–7) |
| Vô địch | 6 tháng 8 năm 2016  | Futures    | Kaarina, Phần Lan           | Đất nện | Mikael Torpegaard  | 6–3, 4–6, 6–0           |
| Vô địch | 10 tháng 9 năm 2016 | Challenger | Seville, Tây Ban Nha        | Đất nện | Taro Daniel        | 6–3, 6–4                |
| Á quân  | 5 tháng 11 năm 2016 | Futures    | Oslo, Na Uy                 | Cứng    | Gianluigi Quinzi   | 4–6, 1–6                |
| Á quân  | 29 tháng 4 năm 2018 | Challenger | Francavilla al Mare, Ý      | Đất nện | Gianluigi Quinzi   | 4–6, 1–6                |
| Á quân  | 13 tháng 5 năm 2018 | Challenger | Braga, Bồ Đào Nha           | Đất nện | Pedro Sousa        | 0–6, 6–3, 3–6           |

## Thống kê sự nghiệp
| VĐ | CK | BK | TK | V# | RR | Q# | A |  | Z# | PO | G | F-S | SF-B | NMS | NH |

### Đơn
Tính đến Giải quần vợt Pháp Mở rộng 2019.
| Giải đấu                         | 2015                     | 2016                     | 2017                     | 2018                     | 2019                     | 2020                     | 2021 | SR        | T–B       | %Thắng    |
| -------------------------------- | ------------------------ | ------------------------ | ------------------------ | ------------------------ | ------------------------ | ------------------------ | ---- | --------- | --------- | --------- |
| Grand Slam                       |                          |                          |                          |                          |                          |                          |      |           |           |           |
| Úc Mở rộng                       | A                        | A                        | VL3                      | V2                       | VL1                      | V1                       | V4   | 0 / 1     | 1–1       | 50%       |
| Pháp Mở rộng                     | A                        | A                        | VL2                      | V2                       | V3                       | V3                       | V3   | 0 / 2     | 3–2       | 60%       |
| Wimbledon                        | A                        | A                        | A                        | VL1                      | V1                       | NH                       | V1   | 0 / 0     | 0–0       | –         |
| Mỹ Mở rộng                       | A                        | A                        | VL2                      | V1                       | V1                       | V3                       | V2   | 0 / 1     | 0–1       | 0%        |
| Thắng–Bại                        | 0–0                      | 0–0                      | 0–0                      | 2–3                      | 2–1                      |                          |      | 0 / 4     | 4–4       | 50%       |
| ATP Finals                       | Không vượt qua vòng loại | Không vượt qua vòng loại | Không vượt qua vòng loại | Không vượt qua vòng loại | Không vượt qua vòng loại | Không vượt qua vòng loại | BK   |           |           |           |
| ATP World Tour Masters 1000      |                          |                          |                          |                          |                          |                          |      |           |           |           |
| Indian Wells Masters             | A                        | A                        | A                        | VL2                      | VL1                      | NH                       | V4   | 0 / 0     | 0–0       | –         |
| Miami Masters                    | A                        | VL1                      | V1                       | VL1                      | V1                       | NH                       | A    | 0 / 2     | 0–2       | 0%        |
| Monte-Carlo Masters              | A                        | A                        | V1                       | A                        | A                        | NH                       | BK   | 0 / 1     | 0–1       | 0%        |
| Madrid Masters                   | A                        | A                        | VL1                      | A                        | VL2                      | NH                       | BK   | 0 / 0     | 0–0       | –         |
| Internazionali BNL d'Italia      | A                        | A                        | A                        | A                        | V3                       | BK                       | A    | 0 / 1     | 2–1       | 67%       |
| Rogers Cup                       | A                        | A                        | A                        | A                        | A                        | NH                       | TK   | 0 / 0     | 0–0       | –         |
| Cincinnati Masters               | A                        | A                        | A                        | A                        | V1                       | V1                       | TK   | 0 / 0     | 0–0       | –         |
| Thượng Hải Masters               | A                        | A                        | A                        | A                        | A                        | NH                       | NH   | 0 / 0     | 0–0       | –         |
| Paris Masters                    | A                        | A                        | A                        | A                        | V1                       | V1                       | TK   | 0 / 0     | 0–0       | –         |
| Thắng–Bại                        | 0–0                      | 0–0                      | 0–2                      | 0–0                      | 2–2                      |                          |      | 0 / 4     | 2–4       | 33%       |
| Giải đấu đại diện quốc gia       |                          |                          |                          |                          |                          |                          |      |           |           |           |
| Thế vận hội Mùa hè               | Không tổ chức            | A                        | Không tổ chức            | Không tổ chức            | Không tổ chức            | Không tổ chức            | A    | 0 / 0     | 0–0       | –         |
| Davis Cup                        | Z3                       | Z2                       | Z2                       | Z2                       | Z2                       | W1                       | W1   | 0 / 0     | 9–3       | 75%       |
| Thắng–Bại                        | 3–0                      | 2–2                      | 2–1                      | 2–0                      | 0–0                      |                          |      | 0 / 0     | 9–3       | 75%       |
| Thống kê sự nghiệp               |                          |                          |                          |                          |                          |                          |      |           |           |           |
|                                  | 2015                     | 2016                     | 2017                     | 2018                     | 2019                     |                          |      | Sự nghiệp | Sự nghiệp | Sự nghiệp |
| Giải thưởng                      | 0                        | 1                        | 8                        | 9                        | 6                        |                          |      | 24        | 24        | 24        |
| Danh hiệu / Chung kết            | 0–0                      | 0–0                      | 0–0                      | 0–0                      | 0–1                      |                          |      | 0 / 1     | 0 / 1     | 0 / 1     |
| Thắng–Bại Sân cứng               | 0–0                      | 2–3                      | 1–3                      | 3–3                      | 0–1                      |                          |      | 0 / 8     | 7–10      | 41%       |
| Thắng–Bại Sân đất nện            | 0–0                      | 0–0                      | 6–6                      | 5–6                      | 13–5                     |                          |      | 0 / 16    | 23–17     | 58%       |
| Thắng–Bại Sân cỏ                 | 0–0                      | 0–0                      | 0–0                      | 0–0                      | 0–0                      |                          |      | 0 / 0     | 0–0       | –         |
| Tổng số Thắng–Bại ATP World Tour | 0–0                      | 2–3                      | 7–9                      | 8–9                      | 13–6                     |                          |      | 0 / 24    | 30–27     | 53%       |
| Tổng số Thắng–Bại1               | 3–0                      | 4–5                      | 9–10                     | 10–9                     | 13–6                     |                          |      | 0 / 24    | 39–30     | 57%       |
| Xếp hạng cuối năm                | 1139                     | 225                      | 139                      | 112                      |                          |                          |      | 52.63%    | 52.63%    | 52.63%    |

1 Bao gồm các trận đấu ở Grand Slam, ở ATP World Tour, ở Thế vận hội Mùa hè, và ở Davis Cup.

### Đôi
| Grand Slam                       |      |      |               |               |               |           |           |           |
| Úc Mở rộng                       | A    | A    | A             | A             | A             | 0 / 0     | 0–0       | –         |
| Pháp Mở rộng                     | A    | A    | A             | A             | V2            | 0 / 1     | 1–1       | 50%       |
| Wimbledon                        | A    | A    | A             | A             |               | 0 / 0     | 0–0       | –         |
| Mỹ Mở rộng                       | A    | A    | A             | A             |               | 0 / 0     | 0–0       | –         |
| Thắng–Bại                        | 0–0  | 0–0  | 0–0           | 0–0           | 1–1           | 0 / 1     | 1–1       | 50%       |
| ATP World Tour Masters 1000      |      |      |               |               |               |           |           |           |
| Indian Wells Masters             | A    | A    | A             | A             | A             | 0 / 0     | 0–0       | –         |
| Miami Masters                    | A    | A    | A             | A             | A             | 0 / 0     | 0–0       | –         |
| Monte-Carlo Masters              | A    | A    | A             | A             | A             | 0 / 0     | 0–0       | –         |
| Madrid Masters                   | A    | A    | A             | A             | A             | 0 / 0     | 0–0       | –         |
| Internazionali BNL d'Italia      | A    | A    | A             | A             | A             | 0 / 0     | 0–0       | –         |
| Rogers Cup                       | A    | A    | A             | A             |               | 0 / 0     | 0–0       | –         |
| Cincinnati Masters               | A    | A    | A             | A             |               | 0 / 0     | 0–0       | –         |
| Thượng Hải Masters               | A    | A    | A             | A             |               | 0 / 0     | 0–0       | –         |
| Paris Masters                    | A    | A    | A             | A             |               | 0 / 0     | 0–0       | –         |
| Thắng–Bại                        | 0–0  | 0–0  | 0–0           | 0–0           | 0–0           | 0 / 0     | 0–0       | –         |
| Giải đáu đại diện quốc gia       |      |      |               |               |               |           |           |           |
| Thế vận hội Mùa hè               | KTC  | A    | Không tổ chức | Không tổ chức | Không tổ chức | 0 / 0     | 0–0       | –         |
| Davis Cup                        | Z3   | Z2   | Z2            | Z2            |               | 0 / 0     | 2–3       | 40%       |
| Thắng–Bại                        | 0–0  | 0–2  | 2–1           | 0–0           | 0–0           | 0 / 0     | 2–3       | 40%       |
| Thống kê sự nghiệp               |      |      |               |               |               |           |           |           |
|                                  | 2015 | 2016 | 2017          | 2018          | 2019          | Sự nghiệp | Sự nghiệp | Sự nghiệp |
| Giải đấu                         | 0    | 0    | 0             | 1             | 1             | 2         | 2         | 2         |
| Danh hiệu / Chung kết            | 0–0  | 0–0  | 0–0           | 0–0           | 0–0           | 0 / 0     | 0 / 0     | 0 / 0     |
| Thắng–Bại Sân cứng               | 0–0  | 0–2  | 1–1           | 1–0           | 0–0           | 0 / 0     | 2–3       | 40%       |
| Thắng–Bại Sân đất nện            | 0–0  | 0–0  | 0–0           | 1–1           | 1–1           | 0 / 2     | 2–2       | 50%       |
| Thắng–Bại Sân cỏ                 | 0–0  | 0–0  | 0–0           | 0–0           | 0–0           | 0 / 0     | 0–0       | –         |
| Tổng số Thắng–Bại ATP World Tour | 0–0  | 0–0  | 0–0           | 1–1           | 1–1           | 0 / 2     | 2–2       | 50%       |
| Tổng số Thắng–Bại1               | 0–0  | 0–2  | 1–1           | 2–1           | 1–1           | 0 / 2     | 4–5       | 44%       |
| Xếp hạng cuối năm                | –    | 935  | 1188          | 356           |               | 40%       | 40%       | 40%       |

1 Bao gồm các trận đấu ở Grand Slam, ở ATP World Tour, ở Thế vận hội Mùa hè, và ở Davis Cup.

## Thành tích đối đầu với các tay vợt khác

### Thành tích đối đầu với các tay vợt trong top 10
Dưới đây là thành tích đối đầu với các tay vợt đã từng nằm trong top 10 của Ruud. Chỉ có các trận đấu vòng đấu chính ATP Tour được tính:
* Tính đến ngày 31 tháng 5 năm 2019
| Tay vợt               | Thành tích | %Thắng | Cứng      | Đất nện      | Cỏ        | Trận đấu cuối cùng                                             |
| Tay vợt số 1          |            |        |           |              |           |                                                                |
| Roger Federer         | 0-1        | 0%     | 0-0       | 0-1          | 0-0       | Thua (3–6, 1–6, 6–7(8–10)) tại Giải quần vợt Pháp Mở rộng 2019 |
| Novak Djokovic        | 0-2        | 0%     | 0-1       | 0-1          | 0-0       | Thua (6-7(4-7), 2-6 tại ATP Finals 2021                        |
| Andy Murray           | 1-0        | 100%   | 1-0       | 0-0          | 0-0       | Thắng (7-5, 6-4) tại San Diego Open 2021                       |
| Tay vợt số 2          |            |        |           |              |           |                                                                |
| Daniil Medvedev       | 0-2        | 0%     | 0-1       | 0-0          | 0-1       | Thua (4-6, 2-6) tại ATP Finals 2021                            |
| Tay vợt số 3          |            |        |           |              |           |                                                                |
| David Ferrer          | 1–0        | 100%   | 0–0       | 1–0          | 0–0       | Thắng (7–5, 6–2) tại Giải quần vợt Thụy Điển Mở rộng 2018      |
| Juan Martín del Potro | 0–1        | 0%     | 0–0       | 0–1          | 0–0       | Thua (4–6, 4–6) tại Internazionali BNL d'Italia 2019           |
| Marin Čilić           | 2-0        | 100%   | 1-0       | 1-0          | 0-0       | Thắng (6-3, 3-6, 6-3) tại National Bank Open 2021              |
| Grigor Dimitrov       | 1-0        | 100%   | 1-0       | 0-0          | 0-0       | Thắng (6-4, 4-6, 6-4) tại San Diego Open 2021                  |
| Stefanos Tsitsipas    | 1-1        | 50%    | 0-1       | 1-0          | 0-0       | Thua (1-6, 4-6) tại National Bank Open 2021                    |
| Alexander Zverev      | 0-2        | 0%     | 0-2       | 0-0          | 0-0       | Thua (5-7, 4-6) tại Rolex Paris Masters 2021                   |
| Dominic Thiem         | 0-1        | 0%     | 0-0       | 0-1          | 0-0       | Thua (4-6, 3-6, 1-6) tại Giải quần vợt Mỹ Mở rộng 2020         |
| Tay vợt số 5          |            |        |           |              |           |                                                                |
| Andrey Rublev         | 1-4        | 20%    | 1-1       | 0-3          | 0-0       | Thắng (2-6, 7-5, 7-6(5-7)) tại ATP Finals 2021                 |
| Tay vợt số 6          |            |        |           |              |           |                                                                |
| Gael Monfils          | 0–1        | 0%     | 0–0       | 0–1          | 0–0       | Thua (4–6, 6–3, 4–6) tại Ecuador Open Quito 2018               |
| Tay vợt số 7          |            |        |           |              |           |                                                                |
| Richard Gasquet       | 0–1        | 0%     | 0–0       | 0–1          | 0–0       | Thua (6–7(4–7), 2–6) tại Giải quần vợt Thụy Điển Mở rộng 2018  |
| Tay vợt số 9          |            |        |           |              |           |                                                                |
| Fabio Fognini         | 3-0        | 100%   | 1-0       | 2-0          | 0-0       | Thắng (6-4, 6-3) tại Monte-Carlo Masters 2021                  |
| Tay vợt số 10         |            |        |           |              |           |                                                                |
| Ernests Gulbis        | 1–0        | 100%   | 0–0       | 1–0          | 0–0       | Thắng (6–2, 7–67–2, 6–0) tại Giải quần vợt Pháp Mở rộng 2019   |
| Pablo Carreño Busta   | 2–1        | 67%    | 0–0       | 2–1          | 0–0       | Thắng (7-6(7-4), 5-7, 7-5) tại Monte-Carlo Masters 2021        |
| Denis Shapovalov      | 1-0        | 100%   | 0-0       | 1-0          | 0-0       | Thắng (7-6(8-6), 6-4) tại Geneva Open 2021                     |
| Félix Auger-Aliassime | 1-1        | 50%    | 0-1       | 1-0          | 0-0       | Thắng (6-1, 6-4) tại Mutua Madrid Open 2021                    |
| Tổng số               | 2–5        | 28.57% | 0–0 ( – ) | 2–5 (28.57%) | 0–0 ( – ) | *Tính đến ngày 31 tháng 5 năm 2019.                            |

### Thành tích đối đầu với các tay vợt số 11–20
Dưới đây là thành tích đối đầu với các tay vợt đã từng đứng vị trí số 11–20 của Ruud. Chỉ có các trận đấu vòng đấu chính ATP Tour được tính:
- Marcel Granollers 1–0
- Nick Kyrgios 1–0
- Roberto Bautista Agut 0–1
- Philipp Kohlschreiber 0–1
- Viktor Troicki 0–1
- Albert Ramos Viñolas 0–2
- Diego Schwartzman 0–3

*Tính đến ngày 16 tháng 5 năm 2019.

### Thành tích đối đầu với các tay vợt trong top 20 ở tất cả giải đấu
Dưới đây là thành tích đối đầu với các tay vợt đã từng đứng vị trí số 1–20 của Ruud ở các trận đấu tại ATP World Tour, vòng loại ATP World Tour, ATP Challenger Tour, ITF Men's Circuit và Davis Cup.
- David Ferrer 1–0
- Marcel Granollers 1–0
- Ernests Gulbis 1–0
- Nick Kyrgios 1–0
- Benoît Paire 1–0
- Roberto Bautista Agut 0–1
- Pablo Carreño Busta 0–1
- Juan Martín del Potro 0–1
- Roger Federer 0–1
- Richard Gasquet 0–1
- David Goffin 0–1
- Philipp Kohlschreiber 0–1
- Gael Monfils 0–1
- Viktor Troicki 0–1
- Albert Ramos Viñolas 0–3
- Diego Schwartzman 0–3
- Stefanos Tsitsipas 0–1

| STT  | Đối thủ            | Hạng | Giải đấu                         | Mặt sân | Vòng | Tỉ số              | Hạng hiện tại |
| 2020 | 2020               | 2020 | 2020                             | 2020    | 2020 | 2020               | 2020          |
| ---- | ------------------ | ---- | -------------------------------- | ------- | ---- | ------------------ | ------------- |
| 1.   | Matteo Berrettini  | 8    | Internazionali BNL d'Italia 2021 | Đất nện | TK   | 4-6, 6-3, 7-6(7-5) | 34            |
| 2021 |                    |      |                                  |         |      |                    |               |
| 2.   | Diego Schwartzman  | 9    | Monte-Carlo Masters 2021         | Đất nện | V2   | 6-3, 6-3           | 27            |
| 3.   | Stefanos Tsitsipas | 5    | Mutua Madrid Open 2021           | Đất nện | V3   | 7-6(7-4), 6-4      | 22            |
| 4.   | Andrey Rublev      | 5    | ATP Finals 2021                  | Cứng    | RR   | 2-6, 7-5, 7-6(7-5) | 8             |